# Tatort: Der höllische Heinz
Der höllische Heinz ist ein Fernsehfilm aus der Krimireihe Tatort. Der vom MDR produzierte Beitrag wurde am 1. Januar 2019 im Ersten ausgestrahlt. In dieser 1078. Tatort-Folge ermitteln die Weimarer Kommissare Lessing und Dorn in ihrem achten Fall.

## Handlung
Wolfgang Weber, der Besitzer der Westernstadt „El Doroda“ wird tot aus der Ilm geborgen – er war als Indianer verkleidet und wurde augenscheinlich mit einem Beil erschlagen. Die Weimarer Kommissare Dorn und Lessing finden heraus, dass er offenbar seinen Pächtern kündigen wollte. Bei Erdwärme-Bohrungen wurde vor kurzem festgestellt, dass sich unter dem Gelände der Westernstadt Seltene Erden befinden, die das Areal sehr wertvoll machen. Dies reduziert den Fall auf zwei Hauptverdächtige: den Geschäftsführer der Westernstadt Heinz Knapps und die an den Seltenen Erden interessierte Unternehmerin Ellen Kircher, deren Firma die Bohrarbeiten durchgeführt hatte.
Dorn schleust sich als Reiterin in die Wohnkommune der Westernstadt ein. Sie findet heraus, dass Knapps ein Vorkaufsrecht hatte, falls Weber sein Gelände verkauft. Zwischen Knapps und Kircher kommt es zum Streit, kurz darauf ist auch Ellen Kircher tot. Knapps steht schließlich als zweifacher Mörder fest und flüchtet in sein Haus, um Sachen für seine Flucht zusammenzupacken. Als Lessing Knapps dort festnehmen will, werden beide von Nick, Ellen Kirchers Sohn, gefangen genommen. Dieser dreht den Gasherd auf, um Knapps und Lessing zu töten. Dorn kann Lessing gerade noch retten, unmittelbar bevor Nick Kircher die Explosion durch Betätigung des Lichtschalters mit den angeblich letzten Worten Goethes („Mehr Licht!“) auslöst und das Haus mitsamt Knapps und sich selbst in die Luft sprengt.

## Hintergrund

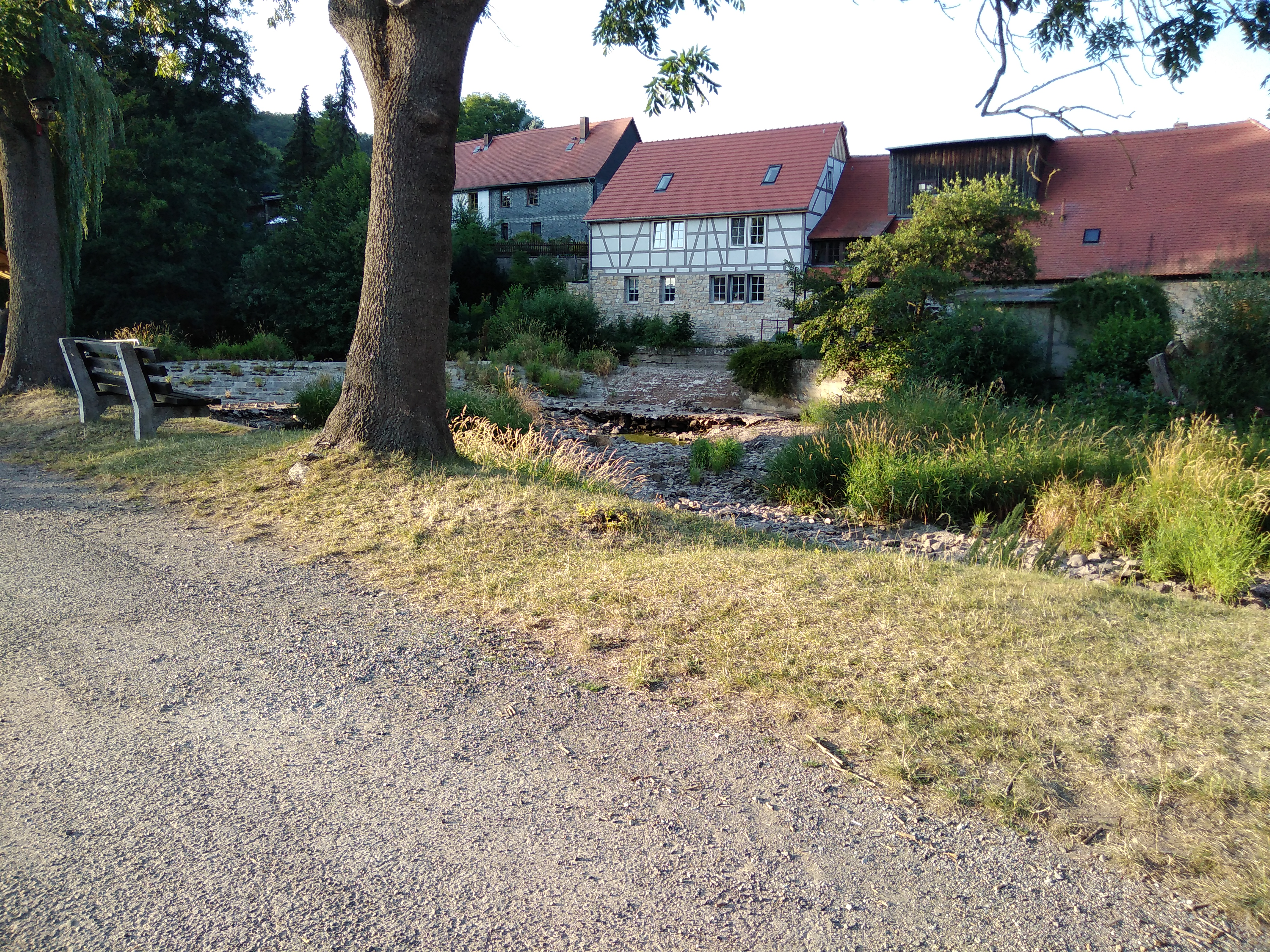
Die Ilm bei Buchfart. Hier wird die Leiche von Wolfgang Weber geborgen.

Die Premiere erfolgte am 19. Dezember 2018 im Deutschen Nationaltheater Weimar.
Der Film wurde vom 19. Juni 2018 bis zum 19. Juli 2018 in Weimar und Umgebung gedreht, etwa in Buchfart; für die Szenen in der Westernstadt „El Doroda“ diente die Westernstadt Old Texas Town in Berlin-Spandau als Kulisse. Nach Beendigung der einwöchigen Dreharbeiten verblieben viele Requisiten wie Goldwaschbahn, Pferdetränke, Galgen sowie die Hühner in Old Texas Town.
Der Name der Westernstadt ist eine Kombination aus dem Namen „Eldorado“, dem sagenhaften Goldland Amerikas und späteren Synonym für eine Goldgräbersiedlung, sowie der insbesondere in Thüringen verbreiteten Ortsnamensendung -roda.
Der Satz mit dem „Hosenwurm“, mit dem Dorn die sexuellen Annäherungsversuche von Tom Wörtche kontert, stammt aus Kurt Tucholskys Erzählung Schloß Gripsholm.

## Rezeption

### Kritiken
„Der Weimar-"Tatort" ist eine Persiflage auf Westernfilme und Western-Erlebnisparks. Aufsatteln, mitreiten!“

„Auch diese Episode ist wieder eine Art Doppelfolge, bei der parallel zum eigentlichen Fall dessen Persiflage gleich mit ausgeliefert wird. Wer zu wenig Spannung empfindet, dem bleibt das feine Spiel mit dem Format Tatort und mit dem Genre des Westerns. Und dem bleibt vor allem: der Spaß.“

„Ein spielfreudiges Ensemble, eine sehr stimmige Inszenierung, eine perfekte Ausstattung. Ein großes Neujahrsvergnügen!“

### Einschaltquoten
Die Erstausstrahlung von Der höllische Heinz am 1. Januar 2019 wurde in Deutschland von 7,10 Millionen Zuschauern gesehen und erreichte einen Marktanteil von 19,4 % für Das Erste.